# Bobbi Johnson
Barbara Joan « Bobbi » Johnson, née le 24 mars 1945, est une ingénieure d'applications et reine de beauté d'Alexandrie (Virginie), Miss USA 1964 et participante du concours Miss Univers. 
Après avoir remporté la couronne de Miss District de Columbia USA, Johnson est devenue la première représentante du District de Columbia à obtenir le titre de Miss USA, à l'âge de 19 ans. Elle est la seule gagnante issue du district jusqu'à ce que Shauntay Hinton remporte la couronne en 2002. Johnson participe ensuite au concours Miss Univers 1964, où elle atteint les demi-finales. 
Johnson travaille plus tard comme ingénieure d'applications dans le département informatique de General Electric pour programmer les systèmes informatiques GE 400 et DATANET-30. Elle est interrogée sur son choix de carrière dans le livre Your Career in Computer Programming publié en 1967. Dans le livre, elle explique comment après avoir remporté son titre de Miss USA, les journalistes lui ont demandé quelle ambition de carrière elle avait : « Je suppose qu'ils pensaient que je dirais quelque chose comme mannequin ou devenir actrice, mais j'ai dit la première chose qui est apparue ma tête: que je voulais être programmeuse informatique… ». Le livre comprend également deux photographies mises côte à côte : en tant que Miss USA et sur sa console informatique en tant qu'ingénieure d'applications quelques années plus tard.